# 南缅因州大学
南緬因州大学（University of Southern Maine，縮寫：USM）是美國緬因州的一所綜合性大學，屬於緬因大學系統。它在緬因州的刘易斯顿、波特蘭、哥爾罕有三個校區，此外還有許多綫上課程。該大學的前身是哥爾罕師範學校（Gorham Normal School，1878年成立）和波特蘭的緬因大學，二者在1970合併，1988年擴建刘易斯顿校區。2018年《美國新聞與世界報道》未將其列入任何整體排名。

## 擴展閲讀
- Bibber, Joyce K. . Arcadia Publishing. 2001. OCLC 47164632.

## 外部連接
- 官方网站
- Official athletics website （页面存档备份，存于）